# Represa de Kayrakkum
A represa de Kayrakkum (em tajique: Обанбори Қайроққум; em russo: Кайраккумское водохранилище), também grafada Qayroqqum, Qayraqqum, Kayrakum ou Kairakum, é um lago artificial no Distrito de Ghafurov, na Província de Sughd, noroeste do Tajiquistão. Em 2016, o lago foi renomeado mar Tajique (em tajique: Баҳри Тоҷик) pelo parlamento nacional. O lago encontra-se na parte occidental do vale de Fergana, no rio Sir Dária. A capital provincial de Khujand está a 15 km a oeste do lago. É também um sítio Ramsar.

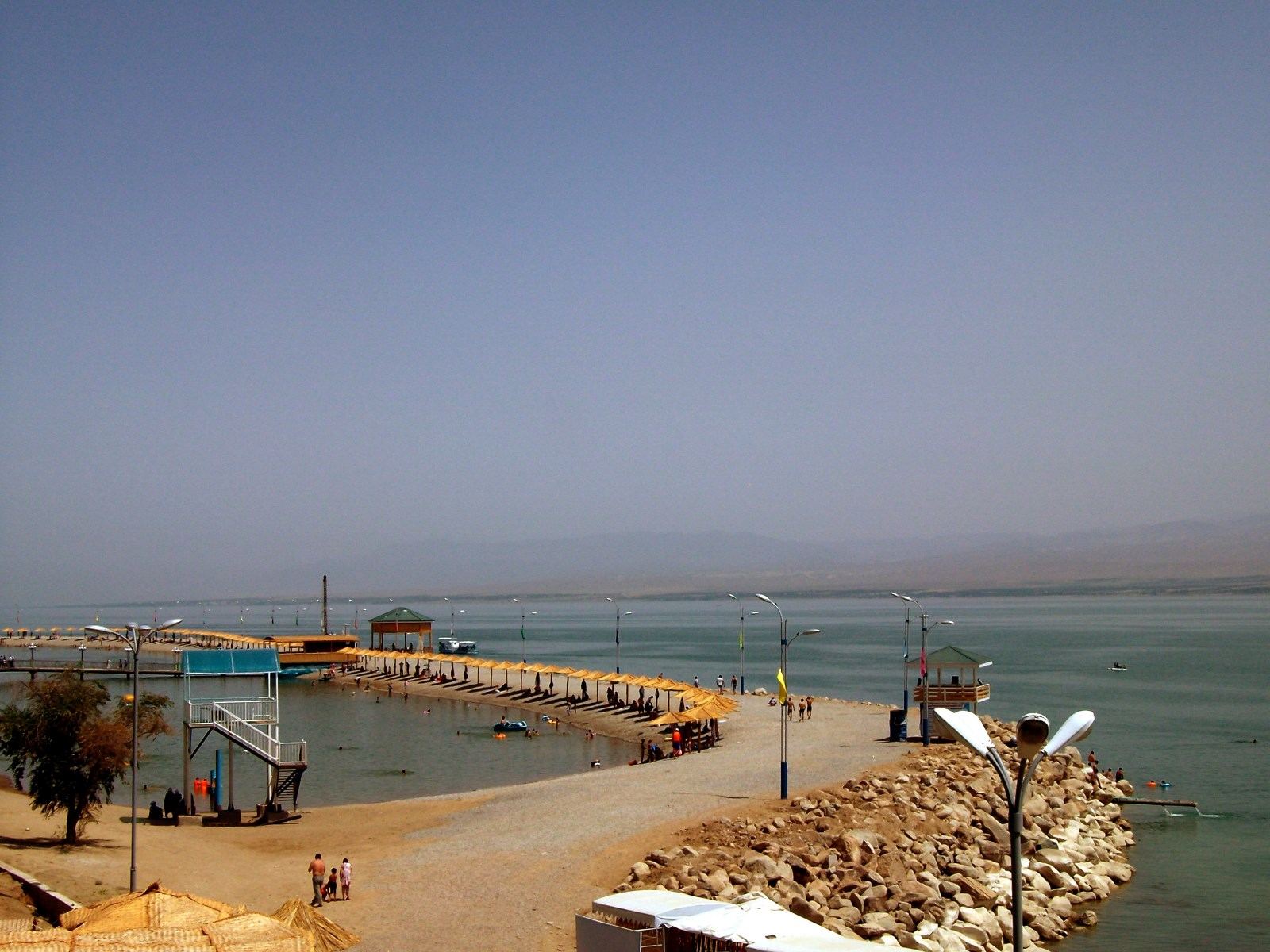
A represa de Kayrakkum.

## Descrição
O lago foi criado pela barragem de Kayrakkum, tendo uma superfície de 523 km²; o seu comprimento é de 56 km e tem largura máxima de 15 km. O ponto mais profundo está a 25 metros; a profundidade média é de 8 metros. Em 2009, a represa perdeu aproximadamente um terço do seu volume cheio de água por conta de siltação. Nas áreas de silte há vários lagos pequenos e poças, com vegetação tugai de Tamarix ramosissima, Elaeagnus e canaviais, que acolhem aves limícolas e aves de rapina.
O clima da região é continental e semiárido.

## Construcção
A construção da barragem de Kayrakkum para irrigação e electricidade começou no estepe de Kayrakkum, em Julho de 1951. Começando em 1954, cerca de 2 400 famílias (cerca de 12 000 pessoas) foram deslocadas para vinte vilas localizadas na região da represa. A maioria delas foi viver em novas áreas de produção de algodão no Tajiquistão setentrional. Em 1956, a barragem foi completada e o preenchimento da represa começou.

## Área Importante para Preservação de Aves
Uma porção de terra de 1 150 km², incluindo a represa e arredores, foi identificada como Área Importante para Preservação de Aves (IBA) pela BirdLife International, pois acolhe um elevado número de populações de diferentes tipos de espécies de pássaros, tanto residentes quanto aves migratórias. Dentre as espécies, há desde patos-reais até verdilhões-do-deserto.